# Darfur Środkowy
Darfur Środkowy (arab. ولاية شرق دارفور, ang. Central Darfur State) – jest jednym ze stanów Sudanu, i jednym z pięciu składającym się na region Darfur. Powstał w styczniu 2012 roku jako wynik trwającego procesu pokojowego dla regionu Darfur. Stolicą stanu jest Zalindżi. Stan powstał z terenów, która były poprzednio częścią stanów Darfur Zachodni i Darfur Południowy.